# Hermann Keck

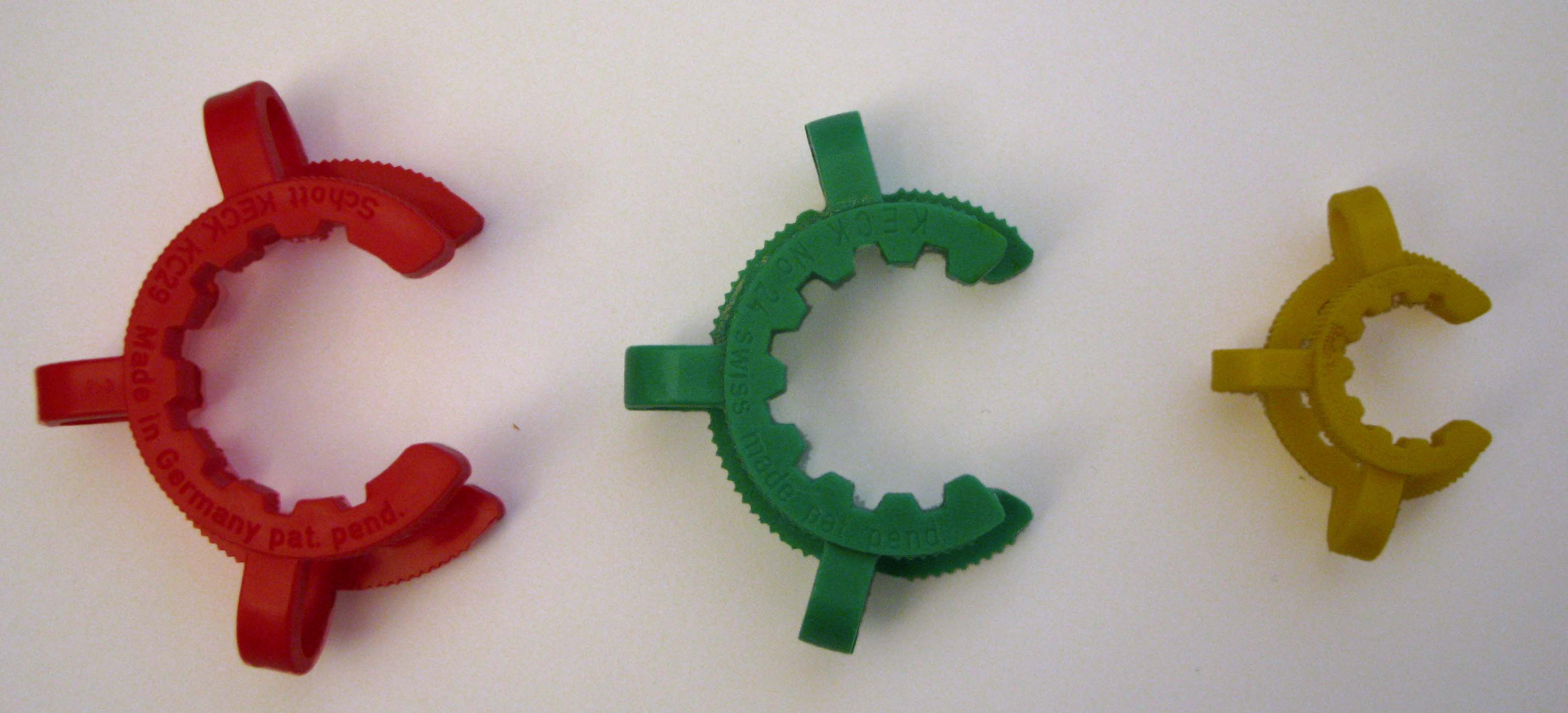
Keck-Klemmen für verschiedene Normschliffgrößen.

Hermann Keck (* 21. November 1919 in Treysa; † 2010 in Therwil) war ein deutscher Chemiker und der Erfinder der Keck-Klemme zur Verbindung von Normschliff-Laborglasgeräten.

## Leben
Keck wurde 1919 in Treysa in Hessen geboren. Seine Eltern verstarben, als er 16 Jahre alt war. Zu Beginn des Zweiten Weltkriegs wurde er in die Armee eingezogen und kam ohne große Verletzungen gegen Ende des Krieges in Gefangenschaft in Frankreich. Nach seiner Freilassung studierte er von 1947 bis 1955 Chemie an der Philipps-Universität Marburg. 1955 schloss er seine Promotion bei Hans Kautsky ab. Er arbeitete nachfolgend bei Degussa in Hamburg und später bei USI in Zug. Danach fand er eine Anstellung bei Sandoz in Basel. 1980 erfand er die nach ihm benannte Keck-Klemme und patentierte sie.